# 唐津ゴルフ倶楽部
唐津ゴルフ倶楽部（からつゴルフくらぶ）は、佐賀県唐津市にあるゴルフ場である。

## 概要
1932年（昭和7年）、市に昇格した唐津市は、国際観光都市をめざして考えられたのがゴルフ場の計画だった。雲仙でゴルフをして温泉で楽しんだ外国人の多くは、夏には海水浴のため唐津の海に訪れたからである。また、「雲仙ゴルフ場」（1913年（大正2年）開場、設計・	B・オーレス）と「福岡ゴルフ倶楽部・大保コース」（1926年（昭和2年）開場、設計・川崎保、1944年閉鎖）に刺激されたこともあった。
直ぐに「私がゴルフ場を造って市に寄贈しましょう」と、申し出た者がいた、杵島炭坑主の高取九郎である、戦前からゴルフが上手く福岡ゴルフ倶楽部では「佐賀の三傑」といわれていた。ゴルフ場の建設用地は、唐津市大字見借字馬場野で、天智天皇の時代に烽火台が置かれた場所である。コース設計は、高取九郎のゴルフの師匠である新田恭一に依頼した。
コース計画は18ホールだったが、建設用地内に陸軍の射撃演習場があるため、9ホールの造成工事が着工された。1937年（昭和12年）7月11日、造成工事が完成し、「唐津ゴルフ倶楽部」9ホール、距離3,015ヤード、パー35規模のゴルフ場が開場された。その後、1945年（昭和20年）8月、終戦となり、1946年（昭和21年）、米軍第5軍海兵団により接収され、1949年（昭和24年）6月、接収が解除された。
1950年（昭和25年）7月、「福岡国際カンツリー倶楽部」（現・古賀ゴルフ・クラブ、1926年（大正15年）開場、設計・上田治）と唐津ゴルフ倶楽部が合併し、新たに「九州カンツリー倶楽部」が設立された。福岡国際カンツリー倶楽部は、客は多かったがサンドグリーンだったこと、唐津ゴルフ倶楽部は緑の多いコースだが客がいなかった、などが合併の理由である。福岡国際カンツリー倶楽部のアウトコースと唐津ゴルフ倶楽部のインコースを、バスを使って往復4時間でつないでの営業だった。
1952年（昭和27年）、「唐津は遠すぎる」と福岡国際カンツリー倶楽部が「古賀ゴルフ・クラブ」として独立し、唐津ゴルフ倶楽部はもとの馬場野コース9ホールに戻ることになった。その後、1991年（平成3年）5月、55年前幻に終わった9ホールを増設し、18ホールのゴルフ場が完成した。

## 所在地
〒847-0882 佐賀県唐津市菅牟田64-1

## コース情報
- 開場日 - 1937年7月12日
- 設計者 - 株式会社オオバ 新田恭一、監修 鷹巣 南雄、金井 清一、宮崎 征二
- 面積 - 810,000m2（約24.5万坪）
- コースタイプ - 丘陵コース
- コース - 18ホールズ、パー72、6,710ヤード、コースレート72.4
- フェアウェー - コウライ
- ラフ - ノシバ
- グリーン - 1グリーン、ベント
- ラウンドスタイル - セルフまたはキャディ付、乗用カート使用、1組2人～4人でラウンド
- 練習場 - 10打席230ヤード
- 休場日 - 無休[2][3]

## クラブ情報
- ハウス面積 - 4,300m2（1,300.7坪）
- ハウス設計 - 葉 祥栄
- ハウス施工 - 鉄建建設株式会社[2][3]

## ギャラリー
- コース - 「唐津ゴルフ倶楽部」、コース紹介、2021年6月1日閲覧
- ハウス - 「唐津ゴルフ倶楽部」、レストラン、2021年6月1日閲覧

## 交通アクセス
- 鉄道（JR九州） - 筑肥線・唐津線 - 唐津駅より タクシー利用約10分[4]
- 道路 - 西九州道 - 唐津千々賀山田ICより 5Km 約7分[4]

## 関連文献
- 『ゴルフ場ガイド 西版』、2006-2007、「唐津ゴルフ倶楽部」、東京 ゴルフダイジェスト社、2006年5月、2021年6月1日閲覧
- 『美しい日本のゴルフコース BEAUTIFUL GOLF CULTURE IN JAPAN 日本のゴルフ110年記念 ゴルフは日本の新しい伝統文化である』、ゴルフダイジェスト社「美しい日本のゴルフコース」編纂委員会編、「唐津に海水浴に訪れた外国人向けのゴルフ場として昭和12年に開場」、東京 ゴルフダイジェスト社、2013年12月、2021年6月1日閲覧